# Quenouille de Gargantua
La quenouille de Gargantua est un menhir de Plaudren, dans le Morbihan en France.

## Localisation
Le menhir est situé dans un bois au hameau de La Croix-Peinte, à environ 190 m à vol d'oiseau à l'ouest de la route départementale RD126.
Un alignement de quatre pierres se situe à une centaine de mètres au sud-ouest de ce monument.

## Description
L'édifice se présente comme un bloc de granite dressée de 5,7 m, à 6 m, de hauteur pour 1,5 m, à 1,6 m de largeur et 60 cm à 70 cm, d'épaisseur. Légèrement penché vers le sud, sa plus grande largeur est orientée est-ouest.
Une gravure de croix orne la face nord du mégalithe dans sa partie inférieure, peut-être le signe d'une tentative de christianisation aux temps historiques.

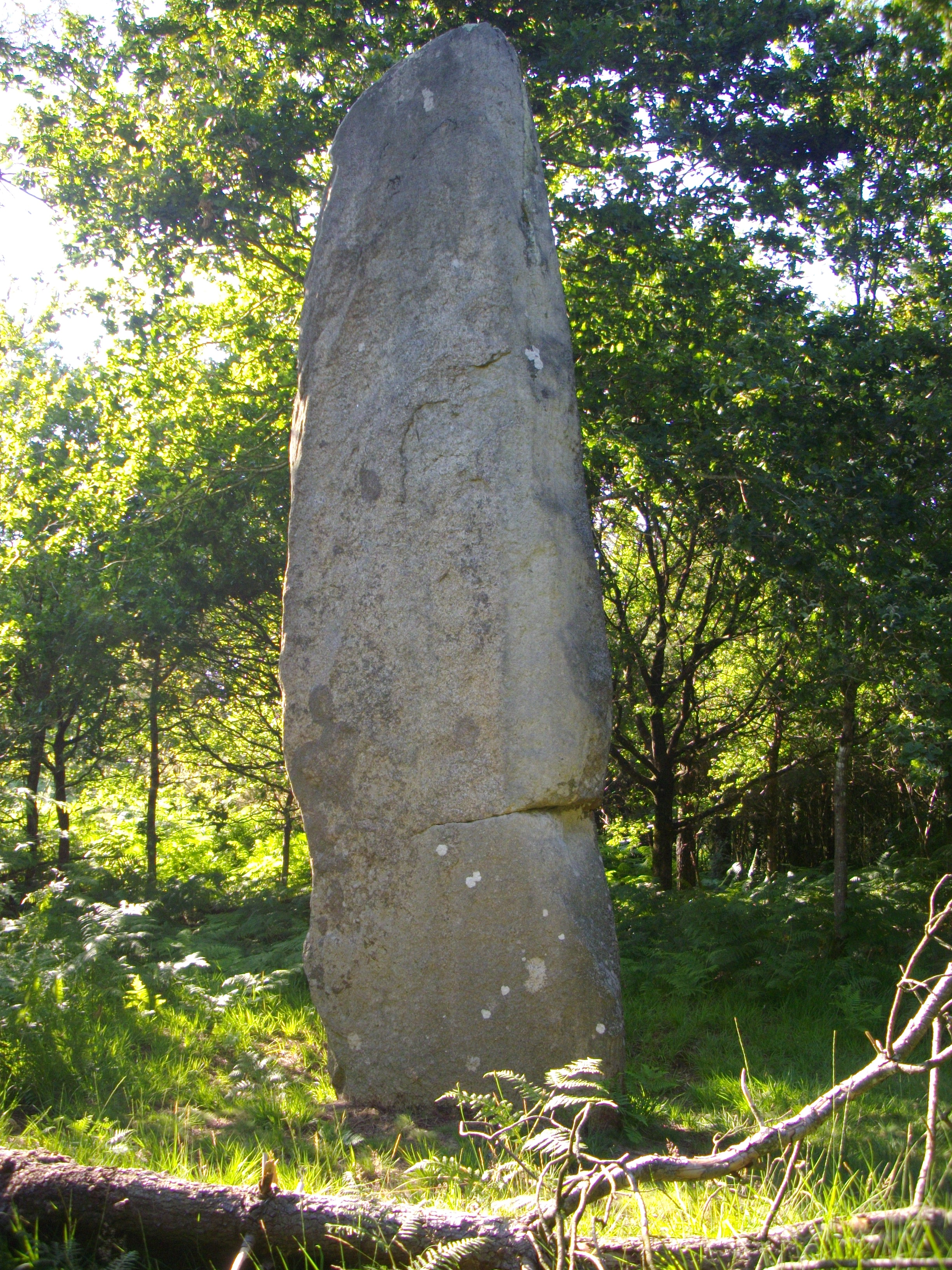
Face sud.
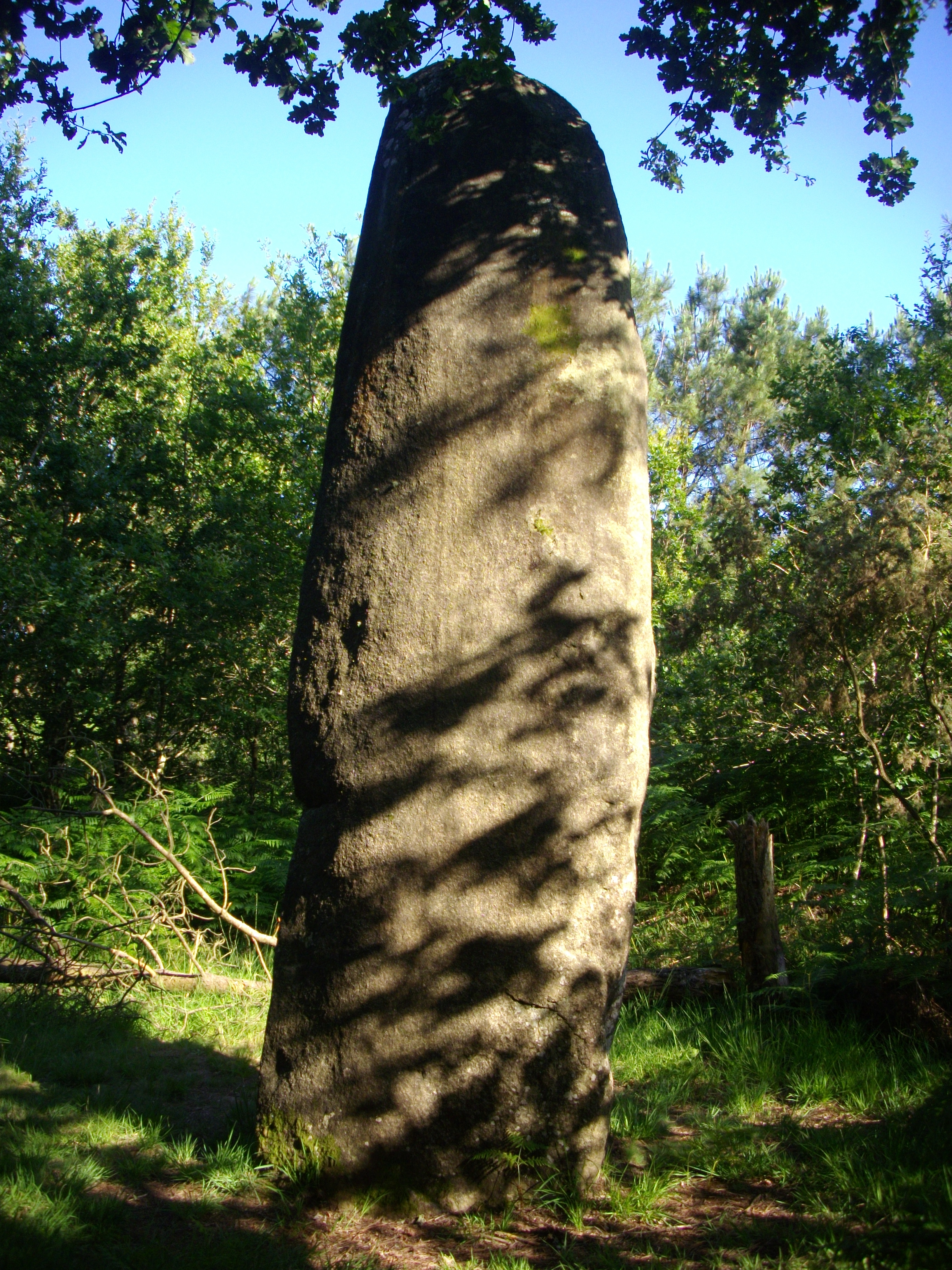
Face nord.

## Historique
Le menhir date du Néolithique, où il sert de sépulture.
Des traces possibles d'une tentative de destruction, non datée, y sont visibles.
Une fouille archéologique menée à une époque indéterminée n'a pas permis de découvrir de matériel spécifique.

## Légende
Une légende locale veut que ce menhir constitue la quenouille de l'épouse de Gargantua,.